# 福雷蒙捷
福雷蒙捷（法語：Forest-Montiers）是法国皮卡第大区索姆省的一个市镇，属于阿布维尔区努维永县。该市镇2009年时的人口为399人。

## 人口
福雷蒙捷人口变化图示
| 数据来源：INSEE |